# Hình tượng con chuột trong văn hóa

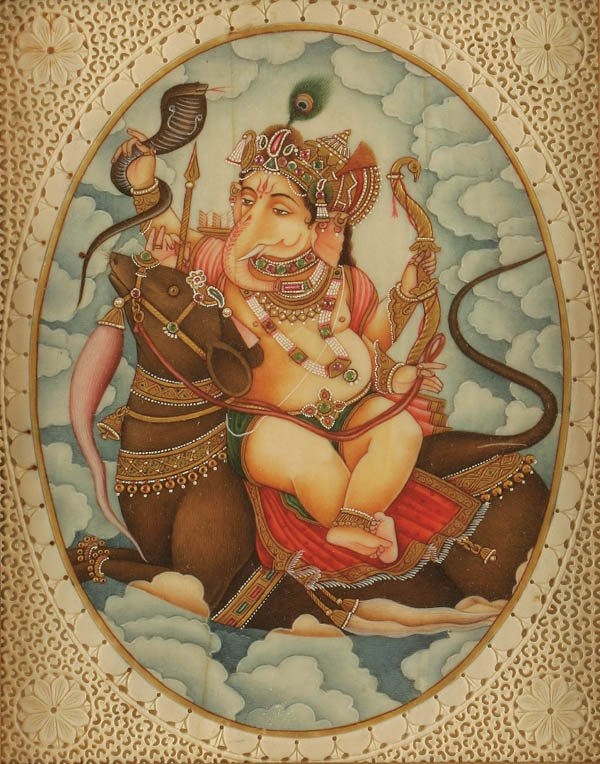
Ganesha ngồi trên vật cưỡi là một con chuột nhắt

Chuột Jerry

Chuột có thể chỉ nhiều loài động vật có vú nhỏ trong bộ gặm nhấm. Trong văn hóa, chuột là những con vật âm ti, chuột tượng trưng cho thời kỳ trong lòng đất của những sự liên lạc với cái thiêng.

## Chuột trong văn hóa Tây Phi
Nhiều dân tộc ở Tây Phi thường dùng chuột vào việc bói toán. Ở người Bambara, chúng hai lần gắn với nghi lễ cắt xẻo. Người ta cho chúng cái phần âm vật bị cắt xẻo của các thiếu nữ, và có một tín niệm cho rằng đứa con đầu tiên của người thiếu nữ sinh ra sẽ có giới tính được xác định bởi giới tính con chuột đã ăn âm vật của thiếu nữ ấy.
Người ta cũng nói rằng chuột chuyển tải một phần linh hồn của người bị cắt xẻo (phần nam giới ở sinh thực khí nữ), phần này phải trở về trời để đợi một sự hóa kiếp. Người Bambara cũng nghĩ rằng chuột hóa cóc trong mùa mưa.

## Chuột trong phim ảnh
- Mickey lần đầu tiên xuất hiện trong Steamboat Willie (1928)
- Minnie lần đầu tiên xuất hiện trong Steamboat Willie (1928)
- Mortimer lần đầu tiên xuất hiện trong Mickey's Rival (1936)
- Jerry lần đầu tiên xuất hiện trong Tom and Jerry với tập phim Puss Gets the Boot (1940) (với tên Jinx)
- Nibbles (hay Tuffy) lần đầu tiên xuất hiện trong Tom and Jerry với tập phim The Milky Waif (1946)
- Taq lần đầu tiên xuất hiện trong Cindrella (1950)
- Gus lần đầu tiên xuất hiện trong Cindrella (1950)
- Mary lần đầu tiên xuất hiện trong Cindrella (1950)
- Millie lần đầu tiên xuất hiện trong Mickey's Christmas Carol (1983)
- Melody lần đầu tiên xuất hiện trong Mickey's Christmas Carol (1983)